# Chickaloon
Chickaloon és una concentració de població designada pel cens dels Estats Units a l'estat d'Alaska. Segons el cens del 2000 tenia 213 habitants.

## Demografia
Segons el cens del 2000, Chickaloon tenia 213 habitants, 87 habitatges, i 58 famílies La densitat de població era d'1 habitant per km².
Dels 87 habitatges en un 31% hi vivien nens de menys de 18 anys, en un 58,6% hi vivien parelles casades, en un 3,4% dones solteres, i en un 33,3% no eren unitats familiars. En el 25,3% dels habitatges hi vivien persones soles el 4,6% de les quals corresponia a persones de 65 anys o més que vivien soles. El nombre mitjà de persones vivint en cada habitatge era de 2,45 i el nombre mitjà de persones que vivien en cada família era de 3.
Per edats la població es repartia de la següent manera: un 25,4% tenia menys de 18 anys, un 3,3% entre 18 i 24, un 23% entre 25 i 44, un 41,8% de 45 a 60 i un 6,6% 65 anys o més.
L'edat mediana era de 44 anys. Per cada 100 dones hi havia 129 homes. Per cada 100 dones de 18 o més anys hi havia 120,8 homes.
La renda mediana per habitatge era de 49.792 $ i la renda mediana per família de 49.792 $. Els homes tenien una renda mediana de 41.827 $ mentre que les dones 36.607 $. La renda per capita de la població era de 14.755 $. Cap de les famílies i el 2,8% de la població estaven per davall del llindar de pobresa.

## Poblacions més properes
El següent diagrama mostra les poblacions més properes.